# Самаровые
Самаровые, или хохлатые камбалы (лат. Samaridae) — семейство лучепёрых рыб из отряда камбалообразных (Pleuronectiformes). Мелкие камбалы из индо-тихоокеанского региона. Спинной плавник начинается перед глазами, передние лучи удлинённые (кроме Samaretta). Боковая линия хорошо развита или рудиментарная.
В состав семейства включают четыре рода и 28 видов.

## Классификация
В семейство включают 4 рода:
- Plagiopsetta Franz, 1910 — Плагиопсетты[5], 3 вида[6]
- Samaretta Voronina & Suzumoto, 2017 — 1 вид[3]
- Samaris Gray, 1831 — Самарисы, 5 видов[7]
- Samariscus Gilbert, 1905 — Самарискусы, или камбалы-самарискусы[5], 19 видов[8]